# ファン・デル・ヴェルデンの定理
ファン・デル・ヴェルデンの定理（ファン・デル・ヴェルデンのていり）とは、等差数列に関する次の主張である。
「任意の自然数 k, l に対して、自然数 n(k, l) が存在して、連続する n(k, l) 個の自然数をどのように k 色に塗り分けても、同色で長さが l の等差数列が存在する」

## 証明
出典： 
集合Cに含まれる元が全て同じ色で塗られているとき、Cは単色であるということにする。
L 、D、Nは1以上の整数で、a,s1,s2,…,sDは正の整数であるとする。
　L,D,a,s1,s2,...,sD,0以上D以下の整数kに対して、集合P(k)を次で定める。
{\displaystyle P(k)=\{a+Ls_{1}+Ls_{2}+\cdots +Ls_{k}+i_{k+1}s_{k+1}+i_{k+2}s_{k+2}+\cdots +i_{D}s_{D}|i_{j}=0,1,2,...,L-1(j=k+1,k+2,...,D)\}}
MinN(L,D,N)を次の条件を満たす最小の正の整数であるとする:
条件:「区間[1,MinN(L,D,N)]に含まれる整数をN色でいかなる方法で塗り分けても、a,s1,s2,...,sDが存在して、0以上D以下である任意の整数kに対して、P(k)は区間[1,MinN(L,D,N)]に含まれており、P(k)は単色である（なお、pとqが異なっており、xがP(p)に含まれ、yがP(q)に含まれているとき、xとyは必ずしも同じ色で塗られている必要はない）」
MinN(L,1,N)の存在を示せば、ファン・デル・ヴェルデンの定理が示されたことになるということに注意せよ。目的はMinN(L,D,N)を上から評価することである。証明は帰納法による。任意のNに対してMin(1,1,N)が存在することは自明である。以下の1.と2.を示せば良い。
ここでは、区間Aの長さを、Aに含まれる整数の個数とする。
1.	与えられたL,Dと任意のnに対して、MinN(L,D,n)は存在するとする。ちなみにこのとき、MinN(L,d,n) (d=1,…,D)も存在する。また、{\displaystyle M={\mathrm {M} inN}(L,D,n)}とする。次の不等式が成り立つ。
{\displaystyle {\mathrm {M} inN}(L,D+1,n)\leq M*{\mathrm {M} inN}(L,1,n^{M})}
<証明>
I = [1 , M*MinN(L,1,n^M)]とする。区間Iに含まれる整数をn色で塗り分けたとする。Iを長さMのMinN(L,1,n^M)個の区間に分割する。長さMの各区間はn^M色のうちの1色で塗られていると見なすことが出来る。MinNの定義より、我々は等間隔で並んだL+1個の長さMの区間を見つけることが出来、その中で最も右の1個を除いたL個の区間は同じ色で塗られている。Mの定義より、a,s_1,s_2,…,s_Dが存在して、P(k) (k=0,1,…,D) は区間[1,M]に含まれており、P(k)は単色である。s_{D+1}を上述の長さMの区間どうしの間隔とすれば良い。
2.	あるLと任意のD、任意のnに対してMinN(L,D,n)は存在するとする。このとき、次のようにMinN(L+1,1,n)を上から評価することができる。
{\displaystyle {\mathrm {M} inN}(L+1,1,n)\leq 2{\mathrm {M} inN}(L,n,n)}
<証明>
I=[1,2MinN(L,n,n)]とする。Iをn色で塗り分ける。このときa,s_1,…,s_nが存在して、P(k) (k=0,1,…,n)は[1,MinN(L,n,n)]に含まれており、P(k)は単色である。鳩ノ巣原理により、u,v (u<v; u,vは0以上n以下の整数)が存在して、
{\displaystyle a+Ls_{1}+Ls_{2}+\cdots +Ls_{u}}
と
{\displaystyle a+Ls_{1}+Ls_{2}+\cdots +Ls_{v}}
は同じ色で塗られている。したがって、
{\displaystyle (a+L*(s_{1}+\cdots +s_{u}))+x*(s_{u+1}+\cdots +s_{v})(x=0,1,...,L-1,L)}
は全て同一色で塗られている。また、{\displaystyle (a+L*(s_{1}+\cdots +s_{u}))+(L+1)*(s_{u+1}+\cdots +s_{v})}はIに含まれている。よって、2.が示された。